# Арагона
Араго́на, Араґона (італ. Aragona, сиц. Araùna) — муніципалітет в Італії, у регіоні Сицилія, провінція Агрідженто.
Арагона розташована на відстані близько 510 км на південь від Рима, 85 км на південь від Палермо, 10 км на північ від Агрідженто.
Населення — 9548 осіб (2014).
Щорічний фестиваль відбувається 7 жовтня. Покровитель — Madonna del Rosario.

## Демографія
Населення за роками:

Станом на 1 січня 2023 року в муніципалітеті офіційно проживав 401 іноземець з 33 країн, серед них 185 громадян країн Євросоюзу.

## Сусідні муніципалітети
- Агрідженто
- Кампофранко
- Кастельтерміні
- Комітіні
- Фавара
- Гротте
- Йопполо-Джанкаксіо
- Сант'Анджело-Муксаро
- Санта-Елізабетта

## Природо-охоронні території
Неподалік від міста розташований природний заповідник Макалубе-ді-Арагона.